# Веселовка (Херсонская область)
Веселовка (укр. Веселівка) — посёлок в Ивановской поселковой общине Генического района Херсонской области Украины.
Население по переписи 2001 года составляло 186 человек. Почтовый индекс — 75402. Телефонный код — 5531. Код КОАТУУ — 6522987402.

## Местный совет
75421, Херсонская обл., Ивановский р-н, с. Шотовка, ул. Урицкого, 12